# Tokyo Disney Resort
Tokyo Disney Resort, és un complex turístic situat a la localitat de Urayasu, Prefectura de Chiba, Japó. El complex, és dirigit per Oriental Land Company amb una llicència de The Walt Disney Company per usar les seves pel·lícules, imatges i atraccions. El resort, va obrir el 15 d'abril del 1983 amb un únic parc (Tokyo Disneyland), convertint-se així en el primer resort de la marca Disney que obrí fora dels Estats Units. Actualment, el resort compta amb dos parcs temàtics, Tokyo Disneyland i Tokyo Disneysea, set hotels i una zona comercial.
Pel que fa el transport, el complex compta amb una xarxa d'autobusos i un sistema de monorail per als visitants.

## 2011: terratrèmol de març i conseqüències
L'11 de març de 2011, el  complex  es va veure obligat a tancar les portes després de estat tocat pel Terratrèmol i tsunami del Japó del 2011 amb la finalitat de fer verificacions. Els 70.000 visitants dels dos parcs van quedar bloquejats i 20.000 van haver de quedar-se a dormir. El lloc web oficial indica l'endemà que el parc té previst tornar a obrir el 22 de març.
Igual que els altres complexos turístics de Disney, el Tokyo Disney Resort té diversos hotels de la marca Disney; els hotels de luxe del complex són el Disney Ambassador Hotel, el Tokyo DisneySea Hotel MiraCosta (l'edifici on es troba l'entrada a Tokyo DisneySea) i el Tokyo Disneyland Hotel. Hi ha altres sis hotels a la propietat de Tokyo Disney Resort. Aquests, però, no són hotels de la marca Disney i són propietat d'altres empreses, de manera similar als hotels de l'Hotel Plaza Boulevard a Walt Disney World.
Totes les instal·lacions estan enllaçades pel monoraïl Disney Resort Line. Dos hotels de qualitat de la marca Disney, Tokyo Disney Celebration Hotel - Wish i Tokyo Disney Celebration Hotel - Discover, es van obrir el 2016 a poca distància del complex i estan connectats per llançadores de Disney. El Tokyo Disney Resort està dirigit per Toshio Kagami, que és el secretari general (CEO) de la Oriental Land Company.

## Parcs temàtics
- Tokyo Disneyland, primer parc temàtic construït al complex. Tokyo Disneyland es va inaugurar el 15 d'abril de 1983 i es basa en els parcs germans d'Anaheim, Califòrnia, i de Bay Lake, Florida.
- Tokyo DisneySea, segon parc temàtic obert al complex. Tokyo DisneySea va obrir el 4 de setembre del 2001. El parc té un tema d’exploració nàutica, aventures i diferents terres.

## Expansió futura
Hi ha diversos projectes previstos o en curs al complex, inclosos:
- Fantasy Springs, inclosa Arendelle: World of Frozen, una nova àrea temàtica de Tangled i Peter Pan a Tokyo DisneySea.[8] Segons el comunicat de premsa, es preveu que les operacions comencin l'any fiscal 2023.
- Hotel de luxe de 475 habitacions, amb una ala exclusiva de luxe, que estarà connectat amb el port de Fantasy Springs a Tokyo DisneySea.[9]
- Hotel Toy Story de Tokyo Disney Resort de 595 habitacions basat en la pel·lícula Toy Story. L'obertura de l'hotel està prevista per al 2021.[10][11]